# Eric Bogosian

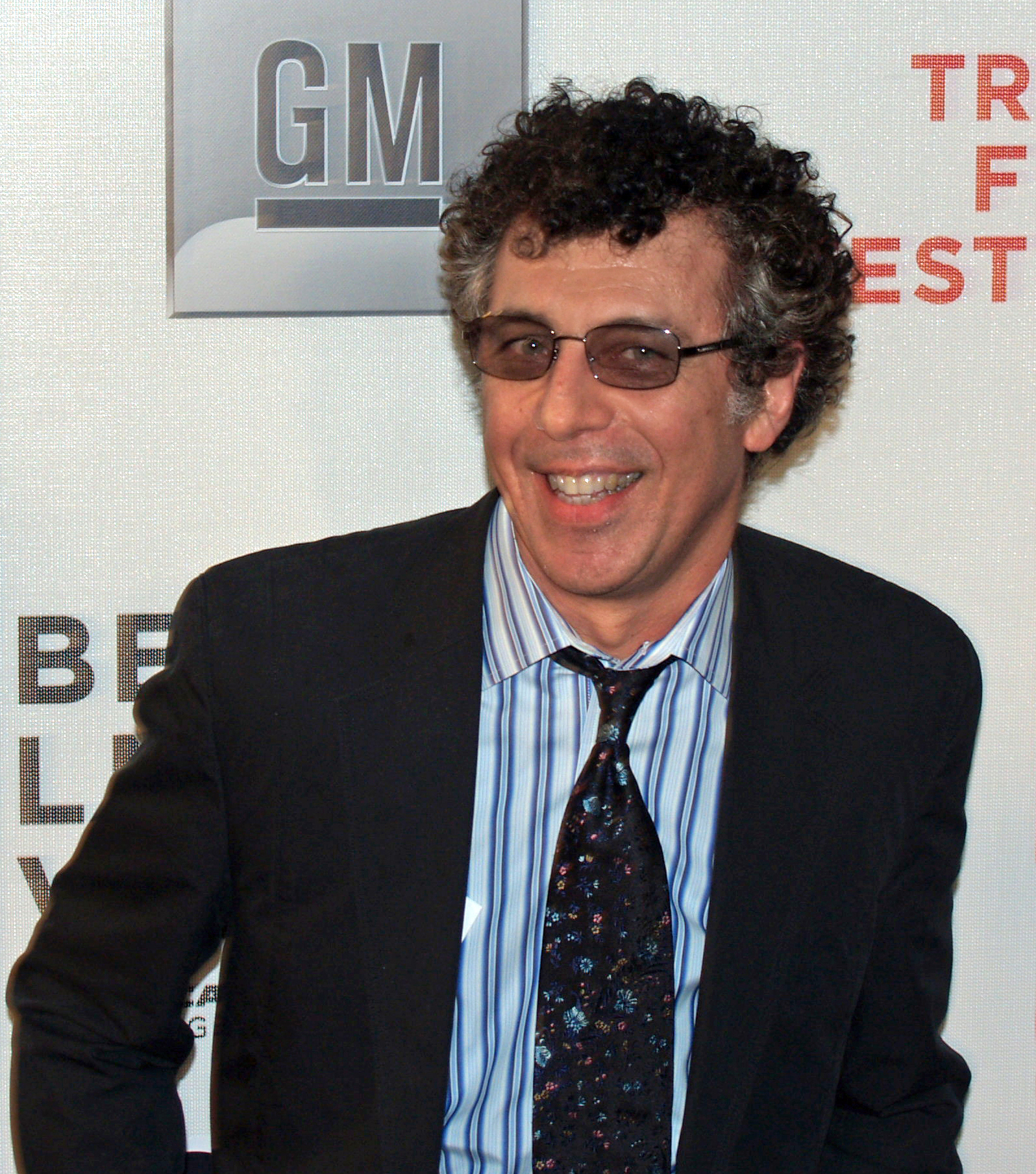
Eric Bogosian (2007)

Eric Bogosian (* 24. April 1953 in Woburn, Massachusetts) ist ein armenischstämmiger US-amerikanischer Schauspieler, Dramatiker und Drehbuchautor, der vor allem für sein von Oliver Stone verfilmtes Theaterstück Talk Radio bekannt ist.

## Leben und Werk
Bogosians meist zynische Komödien sind Ein-Personen-Stücke, die aber von Ensembles aufgeführt werden können. Ein Mikrofon und ein Klappstuhl sind die einzigen Hilfsmittel, die der Hauptdarsteller bei seinen Auftritten braucht, um eine Reihe verschiedener Charaktere darzustellen. Für diese Stücke, die er zunächst für sich selber schrieb, gewann Bogosian drei Obie Awards, einen Drama Desk Award und für Talk Radio eine Nominierung für den Pulitzer-Preis.
Bogosian adaptierte Talk Radio selber für die Verfilmung durch Oliver Stone und spielte auch die Hauptrolle. Er wurde dafür für einen Independent Spirit Award nominiert, wurde mit dem Chicago Film Critics Association Award für den vielversprechendsten Darsteller ausgezeichnet und erhielt bei den Berliner Filmfestspielen 1989 einen Silbernen Bären.
Bogosian tritt immer wieder, meist als markanter Nebendarsteller, in Spielfilmen auf, wobei er sich auf unkonventionelle Charaktere spezialisiert. Von 2006 bis 2010 war er Ensemble-Mitglied der US-amerikanischen Fernsehserie Criminal Intent – Verbrechen im Visier.
Bogosians Romandebüt Mall aus dem Jahr 2000 wurde 2014 von Joseph Hahn verfilmt, wobei Peter Stormare, Vincent D’Onofrio und Gina Gershon die Hauptrollen übernahmen. Für Hahn, bekannt als DJ der Rockband Linkin Park, war es das Langspielfilmdebüt als Regisseur.

## Theatertheorie
Im Vorwort zu seinen gesammelten Theaterstücken erläutert Bogosian seine in Teilen an Bertolt Brechts Theorie des epischen Theaters erinnernde Auffassung von Sinn und Zweck des Theaters:

„Ich will, dass Theater mich aufweckt, nicht dass es mich einlullt und schläfrig macht. Mein Theater hat nichts mit Fantasie zu tun, nichts mit Verführung. Mein Theater ist kein Filmskript. Es ist keine Bühnen-Sitcom. Ich will, dass mein Theater ein Ereignis ist. Ich will Grenzen überschreiten, die Hand beißen, die mich füttert, Köpfe zusammenschlagen.“

## Filmografie (Auswahl)
als Schauspieler
- 1983: Born in Flames
- 1984: Hollywood Kills
- 1985: Miami Vice (Fernsehserie, Folge 1×12 Milk Run)
- 1986: Crime Story (Fernsehserie, 2 Folgen)
- 1988: Talk Radio
- 1991: Sex, Drugs, Rock & Roll
- 1992–1993: Law & Order (Fernsehserie, 2 Folgen)
- 1995: Dolores (Dolores Claiborne)
- 1995: Alarmstufe: Rot 2 (Under Siege 2: Dark Territory)
- 1997: Harry außer sich (Deconstructing Harry)
- 1998: A Bright Shining Lie – Die Hölle Vietnams (A Bright Shining Lie, Fernsehfilm)
- 2001: Wake Up and Smell the Coffee
- 2001: Third Watch – Einsatz am Limit (Third Watch, Fernsehserie, Folge 2×17 The Self-Importance of Being Carlos)
- 2002: Ararat
- 2002: Igby (Igby Goes Down)
- 2003: Wonderland
- 2003: Scrubs – Die Anfänger (Scrubs, Fernsehserie, Folge 2×15 His Story)
- 2004: Blade: Trinity
- 2004: King of the Corner
- 2006–2010: Criminal Intent – Verbrechen im Visier (Law & Order: Criminal Intent, 61 Folgen)
- 2008: Cadillac Records
- 2014: Good Wife (The Good Wife, Fernsehserie, 3 Folgen)
- 2015: Elementary (Fernsehserie, Folge 3x20)
- 2016–2017: The Get Down (Fernsehserie, 7 Folgen)
- 2017–2018: Billions (Fernsehserie, 10 Folgen)
- 2018–2019: Succession (Fernsehserie, 7 Folgen)
- 2019: Der schwarze Diamant (Uncut Gems)
- seit 2022: Interview with the Vampire (Fernsehserie)
- 2023: Reptile

als Drehbuchautor
- 1988: Talk Radio
- 1996: SubUrbia – Sixpacks, Sex + Supermarkets (SubUrbia)

## Werke
Theaterstücke
- 1980: Sheer Heaven
- 1981: Men Inside
- 1981: The New World
- 1983: FunHouse
- 1986: Drinking in America
- 1987: Talk Radio
- 1990: Sex, Drugs, Rock & Roll
- 1993: Notes from the Underground
- 1994: Pounding Nails in the Floor with My Forehead
- 1994: subUrbia
- 1998: Griller
- 2000: Wake Up and Smell the Coffee
- 2004: Humpty Dumpty

Romane
- Mall (2000)
- Wasted Beauty (2005)
- Perforated Heart (2009)

Sachbuch
- Operation Nemesis (2015)